# 숀 맥긴리
숀 맥긴리(Seán McGinley, 1956년 1월 1일 ~ 2009년 1월 1일)는 아일랜드의 배우이다.

## 방송
- 리퍼블릭 오브 도일 시즌6
- 리퍼블릭 오브 도일 시즌5
- 리퍼블릭 오브 도일 시즌4
- 리퍼블릭 오브 도일 시즌3
- 리퍼블릭 오브 도일 시즌2

## 영화
- 쉬룸스 (2006년)
- 호랑이 꼬리 (2006년)
- 보리밭을 흔드는 바람 (2006년)
- 온 어 클리어 데이 (2005년) - 에디 프레이저 역
- 마이티 셀트 (2005년)
- 황폐한 집 (2005년)
- 프리즈 프레임 (2004년) - 형사 루이스 에머릭 역
- 침묵의 이론 (2003년)
- 갱스 오브 뉴욕 (2002년)
- 더 클레임 (2000년)
- 사랑 계엄령 (2000년)
- 사이먼 매거스 (1999년)
- 레저렉션 (1998년)
- 장군 (1998년) - 개리 역
- 퍼더 제스처 (1997년) - 토미 브린 역
- 푸줏간 소년 (1997년)
- 인포먼트 (1997년)
- 핀바를 찾아서 (1996년)
- 트로전 에디 (1996년)
- 마이클 콜린스 (1996년) - 스미스 역
- 브레이브하트 (1995년)
- 카인의 반항 (1990년)